# Милутин Миланкович
Милутин Миланкович е сръбски строителен инженер, геофизик, астроном и климатолог. Известен е с теорията си за ледниковите епохи, свързваща измененията в земната орбита и дългосрочните климатичните промени. Теорията е позната като „цикли на Миланкович“ (1920 г.).

## Биография
Роден е на 28 май 1879 година в Ердут, Австро-Унгария. Дипломира като строителен инженер във Висшето техническо училище във Виена (днес Виенски технически университет) през 1902 г. Защитава докторат през 1904 г. До 1909 работи в известната строителна фирма за производство на бетон на Adolf Baron Pittel. Отговаря за строежа в Австро-Унгария на язовири, мостове, акведукти и виадукти и други стоманобетонни конструкции. Повратна точка в живота му е приемането през 1909 г. на предложението да оглави Катедрата по приложна математика (с дисциплини класическа механика, небесна механика и теоретична физика). Оттогава постепенно изоставя проучванията върху приложенията на стоманобетона и се отдава на фундаменталните изследвания.
По време на Първата световна война бива интерниран, първоначално в Нойзидъл ам Зее, после в Будапеща. Разрешава му се да работи в библиотеката на Унгарската академия на науките. От 1912 г. започва да се интересува от соларния климат и от температурата на планетата. До края на войната завършва монографията „Математическа теория за температурните явления“, причинявани от слънчевата радиация. Публикува я през 1920 г.
Умира на 12 декември 1958 година в Белград на 79-годишна възраст.

## Научна дейност
Благодарение на първата си монография, Миланкович става известен в научните среди. Особено внимание привлича неговата „крива на слънчевото излъчване (инсолация) върху земната повърхност“. Бива приета през 1924 г., когато големият метеоролог и климатолог Владимир Кьопен (баща на климатичната класификация) и неговия зет Алфред Вегенер (автор на теорията за континентални дрейф) публикуват кривата на Миланкович в труда им „Климата на геологичното минало“.
През 1927 г. Миланкович сътрудничи за написването на две основоположни публикации: „Наръчник по климатология“ и „Наръчник по геофизика“. В първата написва главата „Математични климатични редове и астрономическа теория на климатичните изменения“. Във втората съставя четири глави, посветени на вековното движение на полюсите на Земята и на теорията му за ледниковите периоди (цикли на Миланкович), която се основава на по-ранни разработки на шотландеца Джеймс Крол от края на 19 век. Миланкович успява да подобри труда на Крол благодарение на публикувани изчисления (1904 г.) на земната орбита от Лудвиг Пилгрим. През 1941 г., в навечерието на Втората световна война, Миланкович издава в един цялостен труд всички части на теорията си, публикувани преди това на отделни места.
Над три десетилетия след пълното си публикуване, теорията за ледниковите периоди на Миланкович бива подложена на силна критика и отхвърляна. Мнозина метеоролози са на мнение, че измененията в орбиталните елементи на Земята са твърде незначителни, за да окажат огромно влияние върху климатичните системи. През 1976 г., почти двадесет години след смъртта на Миланкович и над петдесет след първото ѝ публикуване, едно научно изследване категорично потвърждава валидността на теорията му. Проучванията на седиментни проби от дъното на океаните показват, че промените в температурата през последните 450 000 години са тясно свързани с промените в геометрията на земната орбита (ексцентрицитет, наклон на земната ос и прецесия).

## Трудове
- Milankovitch, M. Théorie Mathématique des Phénomènes Thermiques produits par la Radiation Solaire. Gauthier-Villars, Paris, 1920
- Milankovitch, M. Mathematische Klimalehre und Astronomische Theorie der Klimaschwankungen, Handbuch der Klimalogie Band 1, Teil A, Borntrager, Berlin, 1930
- Milankovitch, M. Kanon der Erdbestrahlungen und seine Anwendung auf das Eiszeitenproblem. Belgrade, 1941